# 纳塔利娅·贡恰罗娃

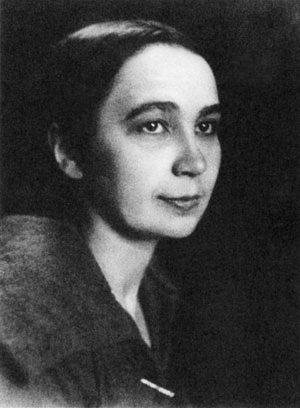
贡恰罗娃

纳塔利娅·谢尔盖耶芙娜·贡恰罗娃（羅馬化：Natál'ya Sergéevna Goncharóva；1881年6月21日—1962年10月17日）俄罗斯先锋派艺术家、画家、作家、戏剧服装设计师、插画家。1921年移居法国巴黎，德国艺术运动青骑士成员。